# Josef Hamouz
Josef Hamouz (* 8. April 1980 in Ostrov nad Ohří, Tschechoslowakei) ist ein tschechischer Fußballspieler.

## Karriere
Hamouz begann seine Karriere beim damaligen Zweitligisten SK Spolana Neratovice. In der Saison 2000/01 war er an den Drittligisten SK Sparta Krč ausgeliehen und kehrte anschließend nach Neratovice zurück. Von 2001 bis 2003 stand der Abwehrspieler beim damaligen Zweitligisten FC MUS Most unter Vertrag.
Anschließend wechselte Hamouz zu Slovan Liberec, wo der Verteidiger 2006 tschechischer Meister wurde. Nach vier Jahren in Liberec war er kurze Zeit beim SK Kladno unter Vertrag. Von 2007 bis 2009 spielte Hamouz beim FK Baumit Jablonec Vertrag. 2009 unterschrieb er einen Jahresvertrag beim SV Mattersburg in der österreichischen Bundesliga, der jedoch 2010 nicht mehr verlängert wurde. Im September 2010 schloss sich Hamouz dem FC Zbrojovka Brünn an. In der Saison 2013/14 wechselte er zum FC Münzkirchen in die oberösterreichische Bezirksliga West.

## Einzelnachweise

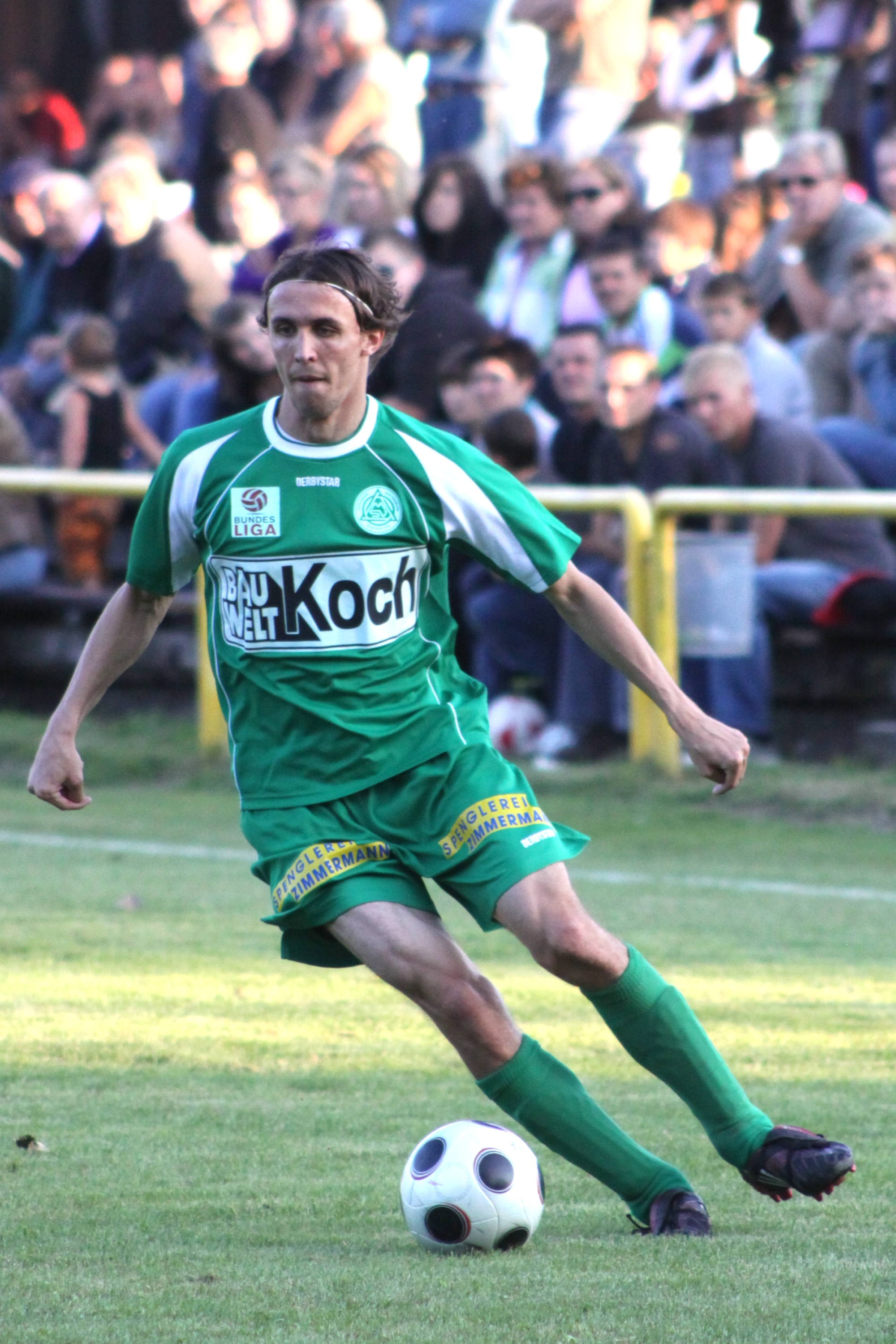
Josef Hamouz im Dress der SV Mattersburg